# Parastacus longidactylus
Parastacus longidactylus — вид десятиногих ракоподібних родини Parastacidae. Описаний у 2024 році.

## Поширення
Ендемік Бразилії. Вид був зареєстрований лише в одному місці в басейні річки Камакуа у муніципалітеті Амарал-Феррадор у штаті Ріо-Гранде-ду-Сул.